# Сорокіна Ганна Валеріївна
Га́нна Вале́ріївна Соро́кіна (31 березня 1976, Запоріжжя) — українська спортсменка, яка спеціалізувалася в стрибках у воду, призер Олімпійських ігор. Майстер спорту України міжнародного класу (1993), заслужений майстер спорту України (2000).
Ганна Сорокіна тренувалася в спортивному товаристві «Мотор-Січ» у Запоріжжі.
Станом на грудень 2016 року — начальник управління Національного олімпійського комітету України.

## Відзнаки та нагороди
- Бронзову олімпійську медаль вона виборола на сіднейській Олімпіаді в синхронних стрибках з трампліна в парі з Оленою Жупіною.
- Орден княгині Ольги I ст. (11 вересня 2021) — за значний особистий внесок у розвиток олімпійського руху в Україні, багаторічну плідну професійну діяльність та з нагоди 30-річчя створення Національного олімпійського комітету України[2]
- Орден княгині Ольги II ст. (1 грудня 2016) — за значний особистий внесок у державне будівництво, соціально-економічний, науково-технічний, культурно-освітній розвиток Української держави, вагомі трудові досягнення, багаторічну сумлінну працю[1]
- Орден княгині Ольги III ст. (6 жовтня 2000) — за досягнення вагомих спортивних результатів на XXVII літніх Олімпійських іграх в Сіднеї[3]